# Château de Curzay
Situé sur la commune de Curzay-sur-Vonne (Vienne), le château, édifié en 1710 est inscrit comme monument historique depuis 1927. Les façades et les toitures de l'aile sud des communs, la grange dimière, la chapelle et le bâtiment situé à l'ouest de la grange, le sont depuis 1993.